# Sergueï Karaganov
Sergueï Alexandrovitch Karaganov (en russe : Серге́й Алекса́ндрович Карага́нов), né le 12 septembre 1952 à Moscou, est un politologue russe qui dirige le Conseil de politique étrangère et de défense (en), institution d'analyse des problèmes de sécurité fondée par Vitaly Shlykov. Il est également doyen de la Faculté d'économie mondiale et des affaires internationales de l'École supérieure d'économie de Moscou. Karaganov, qui fut un proche associé d'Evgueni Primakov et conseiller présidentiel de Boris Eltsine, est considéré comme proche de Poutine et de Sergueï Lavrov .
Karaganov est membre de la Commission trilatérale depuis 1998 et a siégé au Conseil consultatif international du Conseil des relations étrangères. Il est également directeur adjoint de l'Institut de l'Europe à l'Académie des sciences de l'URSS (aujourd'hui « de Russie) depuis 1983.

## Pensée politique

### La doctrine Karaganov
Karaganov est connu comme l'auteur de la doctrine éponyme, qui considère que Moscou devrait se présenter comme le défenseur des droits de l'homme des Russes de souche vivant dans le « proche étranger » dans le but d'acquérir une influence politique dans ces régions,,,.
Cette idée a été introduite pour la première fois dans la politique intérieure de la fédération de Russie par Boris Eltsine en 1992. C'est devenu une idéologie dominante dans la Russie de Poutine après 2012.
Après que Karaganov a publié un article prônant cette position en 1992, la politique étrangère de la Russie a lié le retrait des troupes russes des pays baltes à la fin de la «discrimination systémique» contre les Russes dans ces pays.
En 2022, Karaganov revendique toujours la pleine propriété de cette idée dans une interview.
La doctrine Karaganov a été comparée par des analystes à l'idée qui a justifié l'Anschluss d'Autriche de 1938 par Hitler,,,.

### L'eurasianisme comme idéologie

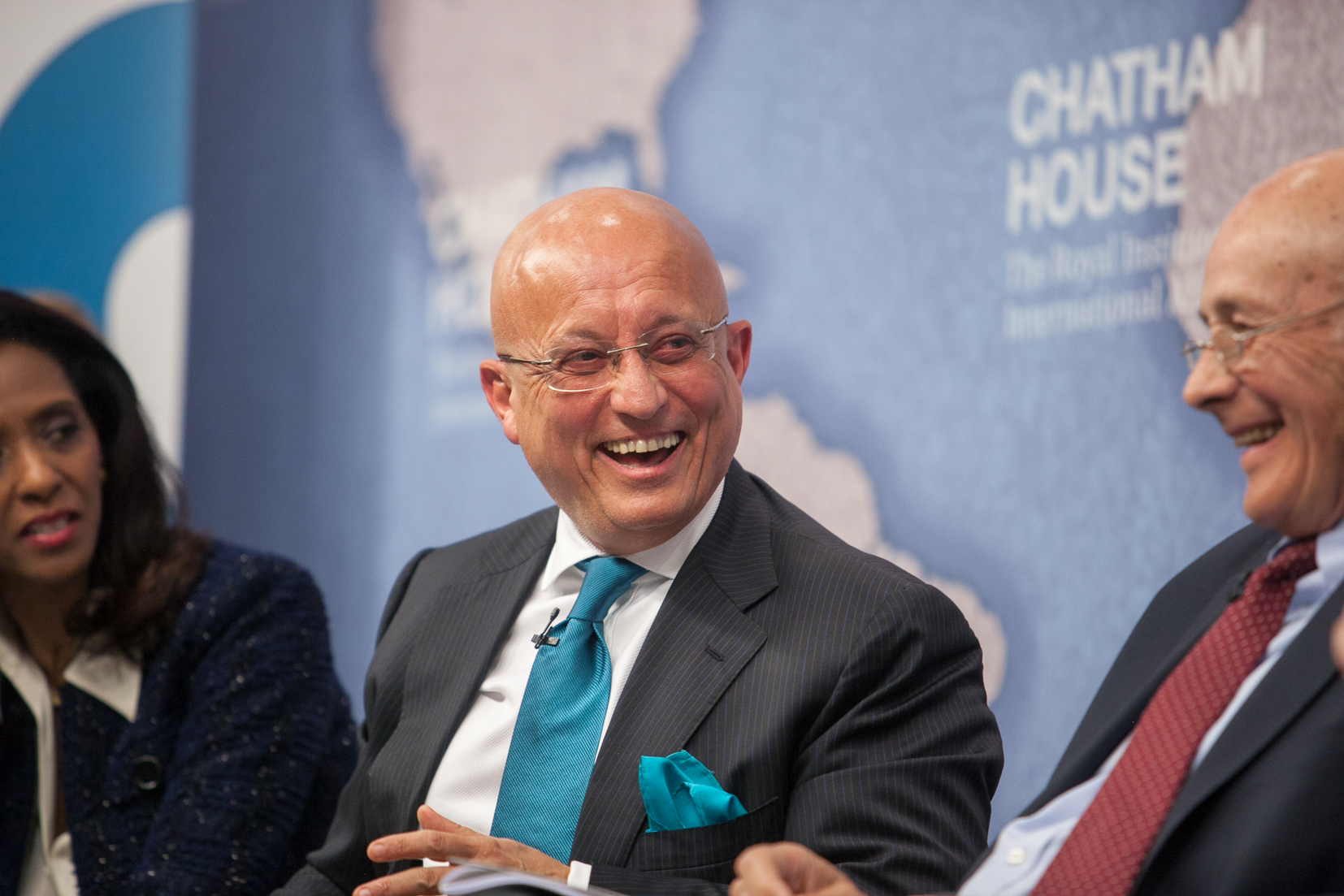
Sergueï Karaganov en 2015.

En plus de sa doctrine, Karaganov plaide pour une stratégie sino-russe pour unifier un bloc eurasien. Il affirme que l'Union économique eurasienne (UEE) et l'initiative chinoise One Belt One Road (OBOR) travaillent ensemble pour promouvoir l'intégration économique dans toute la région  . Dans son analyse, « la consolidation des relations avec la Chine est un facteur majeur pour la Russie et l'ordre international, renforçant l'influence internationale de la Russie et renforçant son potentiel économique ».
D'autres experts, en désaccord avec ce jugement, affirment que la Chine, en tant qu'économie beaucoup plus puissante, dominera ce bloc eurasien, à l'encontre des ambitions russes de reprendre pied en tant que puissance mondiale.
http://www.eng.yabloko.ru/Publ/2002/papers/moscow-times-020402.html
En avril 2022, Karaganov  reconnait que la Russie « sera plus intégrée et plus dépendante de la Chine », mais considère que « les Chinois sont nos proches alliés et amis et la plus grande source de force russe après le peuple russe lui-même ».
Dans une interview de 2002 publiée dans la revue Russia in Global Affairs, Karaganov définit le principal objectif de la politique étrangère de la Russie comme d'établir par la force sa propre domination sur le monde et de briser l'ordre de sécurité mis en place à la fin de la guerre froide en 1991. La « doctrine Karaganov », depuis 1992, consiste à utiliser les Russes, établis à l'extérieur du pays, comme agents et outils de l'influence russe dans les pays limitrophes.

## La guerre de la Russie contre l'Ukraine
En 2014, Karaganov avertit que la Russie pourrait attaquer l'Ukraine, que «l'enfer» éclaterait en Ukraine si la demande de la Russie que l'Ukraine reste un État neutre en dehors de l'OTAN était ignorée et si les régions russophones de l'est et du sud de l'Ukraine ne se voyaient pas accorder une large autonomie sur le modèle de la fédération de Bosnie-Herzégovine .
Dans une interview d'avril 2019 à Time Magazine, Karaganov considère que n'avoir pas autorisé la Russie à rejoindre l'OTAN a été « l'une des pires erreurs de l'histoire politique ». Cela a automatiquement mis la Russie et l'Occident sur une trajectoire de collision, sacrifiant finalement l'Ukraine.
Dès 2021, Karaganov prédit la victoire de la Russie à l’issue de ce qu’il appelle, une « troisième guerre froide » et dénonce une « érosion des valeurs humaines fondamentales »  dans « le LGBTisme, la multisexualité, l’ultraféminisme, la négation de l’Histoire, des racines et de la foi, le soutien au racisme noir, y compris l’antichristianisme et l’antisémitisme. L’utilisation de la démocratie comme religion, et pas seulement comme mode de gouvernement ».
En janvier 2022, il déclare que l'OTAN est un « cancer politique » qui vise à tuer l'État russe « sain ».
En janvier 2022, il nie les accusations selon lesquelles la Russie prévoit d'envahir l'Ukraine et a affirmé que les troupes russes sont concentrées à la frontière russo-ukrainienne pour empêcher une éventuelle attaque ukrainienne sur le Donbass .

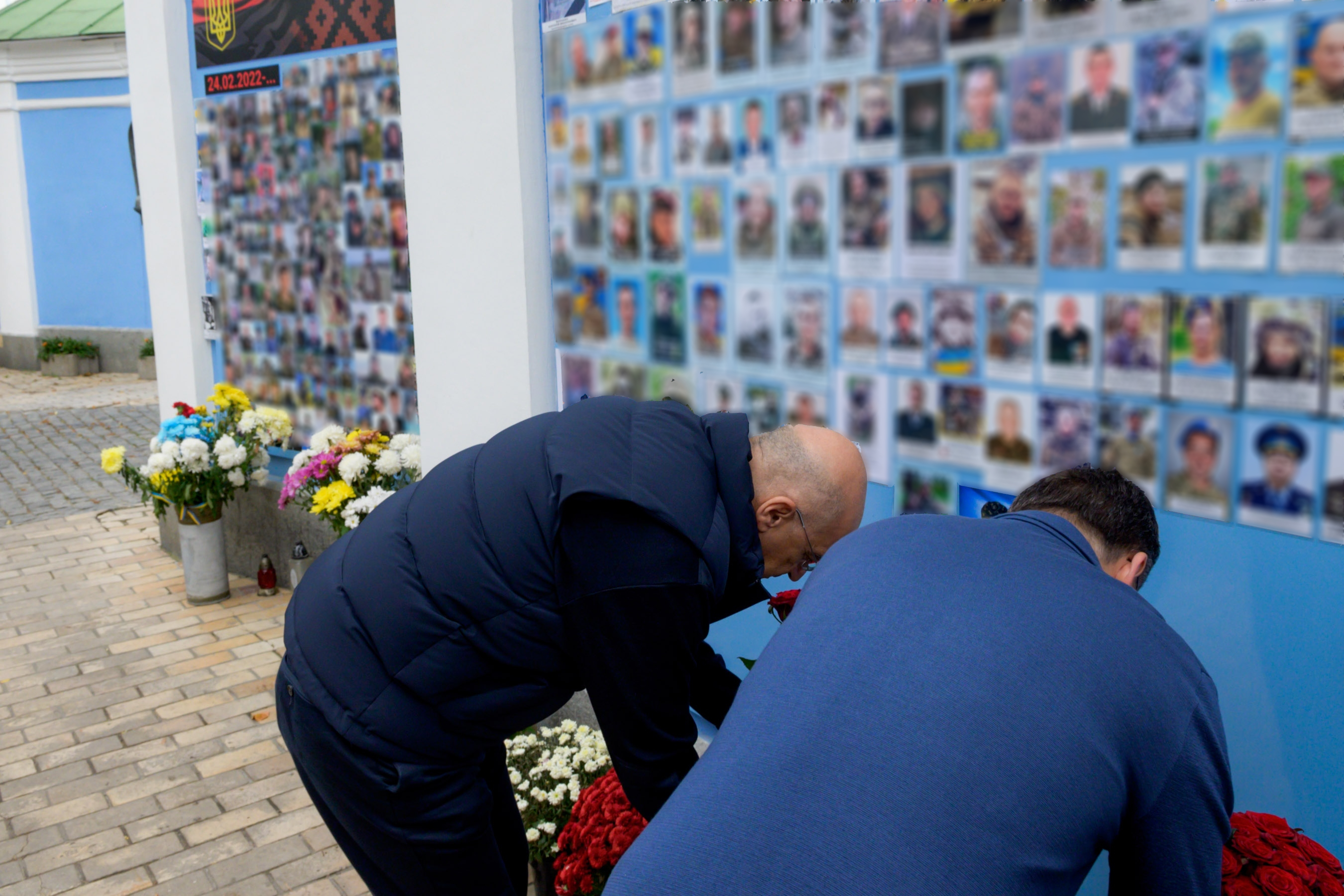
Soldats ukrainiens tués lors de la guerre russo-ukrainienne en 2022. Karaganov a appelé à la « destruction des forces militaires ukrainiennes », puis à forcer les Ukrainiens à être « plus pacifiques et amicaux avec nous ».

Karaganov, connu comme un proche conseiller du président russe Vladimir Poutine, formule nombre des idées fondamentales qui ont conduit à l'invasion de l'Ukraine par la Russie le 24 février 2022. Une semaine plus tôt, Karaganov explique que « la situation est si grave » que « la guerre est inévitable », car la Russie ne peut atteindre ses objectifs que par des moyens militaires, puisque, contrairement aux États-Unis, la puissance dominante de l'après guerre froide, la Russie n'a pas de bénéfices politiques, culturels, idéologiques ou économiques par lesquels amener d'autres États sous son influence. Karaganov déplore que les voisins de la Russie considèrent généralement l'Occident comme offrant des modèles politiques et économiques plus attrayants, la Russie n'ayant donc d'autre choix que d'obtenir leur soumission par la force.
Concernant l'Ukraine, Karaganov affirme qu'il est nécessaire de la soumettre afin d'empêcher la poursuite de l'expansion de l'OTAN. Pour justifier une invasion non provoquée, Karaganov suggère que l'Ukraine n'est  pas un État viable,« très probablement, destiné à se désintégrer lentement », ou à se diviser : « quelque chose pourrait aller à la Russie, quelque chose à la Hongrie, quelque chose à la Pologne, et quelque chose peut rester un État ukrainien formellement indépendant » . Cependant, il déclare que « l'occupation » de l'Ukraine est « le pire des scénarios ».
Au lieu de « l'action de police » ou « l'opération militaire spéciale » légalement mandatées, Karaganov utilise ouvertement le mot « guerre » : « Les enjeux de l'élite russe sont très élevés - pour eux, c'est une guerre existentielle ». Il ajoute : « nous avons besoin d'une sorte de solution qui s'appellerait la paix, et qui inclurait de facto la création d'une sorte de gouvernement prorusse viable sur le territoire de l'Ukraine, et une véritable sécurité pour les républiques du Donbass» .
En avril 2022, dans une interview accordée au journal italien Corriere della Sera, Karaganov déclare que « la guerre était inévitable, ils étaient un fer de lance de l'OTAN. Nous avons pris la décision très difficile de frapper en premier, avant que la menace ne devienne plus meurtrière ». Il a ajouté que la guerre en Ukraine « sera utilisée pour restructurer l'élite russe et la société russe. Elle deviendra une société plus militante et nationale, repoussant les éléments non patriotiques de l'élite  ». Il déclare également que « la démilitarisation signifie la destruction des forces militaires ukrainiennes - cela se produit et va s'accélérer. Bien sûr, si l'Ukraine est soutenue par de nouvelles armes, cela pourrait prolonger l'agonie... La guerre sera victorieuse, d'une manière ou d'une autre. Je suppose que la démilitarisation sera réalisée et qu'il y aura également une dénazification. Comme nous l'avons fait en Allemagne et en Tchétchénie. Les Ukrainiens deviendront beaucoup plus pacifiques et amicaux avec nous » .

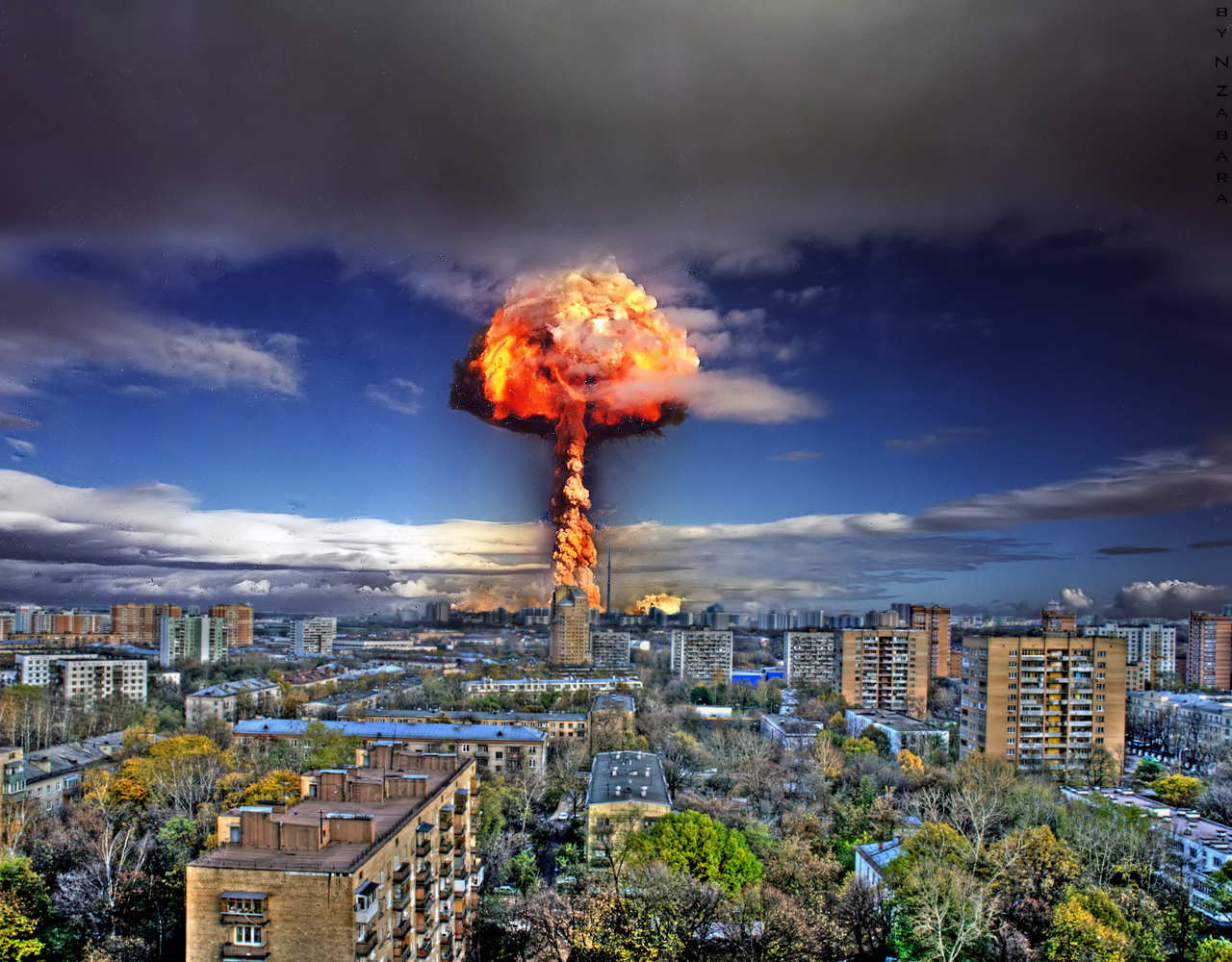
En juin 2023, Karaganov appelle à des frappes nucléaires contre les États membres de l'OTAN en Europe.

En mai 2022, Karaganov déclare que l'Inde figure dans l'agenda de la politique étrangère russe et que des liens solides entre l'Inde et la Russie contribueraient à stabiliser les liens de New Delhi avec Pékin en plus d'équilibrer le partenariat de Moscou avec la Chine.
En juin 2023, Karaganov appelle à l'utilisation d'armes nucléaires par la Russie contre les États membres de l'OTAN en Europe, affirmant que « nous devrons frapper un tas de cibles dans un certain nombre de pays afin de ramener à la raison ceux qui ont perdu la raison ». Il conclut qu' « en brisant la volonté de l'Occident de poursuivre l'agression, non seulement nous nous sauverons et libérerons enfin le monde du joug occidental vieux de cinq siècles, mais nous sauverons également l'humanité ». Selon Karaganov, « les pays du Sud seraient satisfaits de la défaite de leurs anciens oppresseurs » et la Russie, avec la Chine, « gagnera pour le bénéfice de tous, y compris les habitants des pays occidentaux » .
En réponse aux suggestions de Karaganov, l'historien américain Alexander J. Motyl écrit : « Certains décideurs politiques et analystes occidentaux pensent que la Russie n'est pas irrationnelle, que sa rationalité est différente de celle trouvée en Occident. Quoi qu'il en soit, comment parler à des gens qui méconnaissent complètement les réalités géopolitiques, croient vraiment que les armes nucléaires sont le produit d'une intervention divine, aspirent à créer une Russie messianique et croient que la destruction de Poznan et d'autres villes européennes ne doit pas commencer La troisième guerre mondiale mais pour l'empêcher ? » .